# Opcja Samsona
Opcja Samsona – nieoficjalna doktryna wojskowo-polityczna państwa Izrael. W sytuacji, gdy kraj będzie na skraju unicestwienia, odpowie on zmasowanym atakiem nuklearnym na agresora, przede wszystkim w jego centrum dowodzenia.

## Pochodzenie nazwy
Nazwa doktryny została wzięta z biblijnej przypowieści o Samsonie, który po złapaniu przez wrogich mu Filistynów zniszczył kolumny świątyni, ginąc w ten sposób ze swoimi oprawcami.